# Коффініт
Коффініт, кофініт (рос. коффинит; англ. coffinite; нім. Coffinit m) — мінерал, силікат урану з групи уранофану.

## Етимологія та історія
Кофініт вперше був виявлений на шахті Ла-Сал № 2 на Бівер-Меса в окрузі Меса, штат Колорадо, США і описаний у 1955 році Л. Р. Стіффом, Т. В. Стерном та А. М. Шервудом, які назвали мінерал на честь американського геолога Рубена Клера Коффіна (1886—1972) враховуючи його новаторську роботу з дослідження родовищ урану на плато Колорадо..

## Загальна характеристика
Хімічна формула: U(SiO4)1-x(OH)4x.
Сингонія тетрагональна.
Як правило, ниркоподібні агрегати в суміші з ін. мінералами урану.
Метаміктний.
Твердість 5-6.
Густина 5,1.
Ізоструктурний з цирконом та піритом. Асоціює з уранінітом.
Руда урану.
Типовий матеріал зберігається:
- Музей природознавства, Лондон, Англія, 1956, 201;
- Національний музей природознавства, Вашингтон, округ Колумбія, США, 112646.[8]

## Розповсюдження
Кофініт був знайдений приблизно в 500 місцях по всьому світу (станом на 2011 рік). Коффініт має широке поширення по всьому світу в родовищах уранових руд типу плато Колорадо, що містять уран та ванадій. Він заміщує органічну речовину в пісковику та в гідротермальних жильних родовищах. Він зустрічається в асоціації з уранінітом, торитом, піритом, марказитом, роскоелітом, глинистими мінералами та аморфною органічною речовиною.
Зустрічається як складова частина уранових руд штату Колорадо.
Складає майже всі рудні тіла в районі Амброзіа-Лейк (шт.Нью-Мексико, США). Крім того, є в штаті
Юта, штатах Аризона, Техас, Вайомінг, на Алясці, у Коннектикуті,  в Айдахо,  у Небрасці, Неваді, Нью-Йорку, Орегоні,  Пенсильванії,  Південній Дакоті,  Вірджинії, в окрузі Стівенс та в Касл-Пік (округ Вотком) у Вашингтоні.
У Німеччині: Баварія, Саксонія. У Австрії — Каринтія. Відомі зразки з Йоахимова
(Йоахімсталь) та Пршибрама, Чехія. У Англії відомий в графстві Корнуолл. У Швейцарії мінерал був знайдений поблизу Кайстена та Рінікена в кантоні Ааргау, Лаве-ле-Бена в кантоні Во, а також поблизу Коллонж VS та Ле-Марекотт у кантоні Вале.
Інші місця розташування знаходяться в Єгипті, Аргентині, Австралії, Болівії, Бразилії, Болгарії, Канаді, Китаї, Чехії, Фінляндії, Франції, Габоні, Гренландії, Гаяні, Індії, Казахстані, Монголії, Новій Зеландії, Нігері, Нігерії, Норвегії, Польщі, Португалії, Росії, Замбії, Швеції, Словаччині, Словенії, Іспанії, Південній Африці, Угорщині, Узбекистані.
В Україні присутній як складова уранових руд. Наприклад, в Новокостянтинівському урановому родовищі — у Кіровоградській області (с. Олексіївка, Маловисківський район).